# Мияковце
Мияковце или Маяковци (на сръбски: Мијаковце или Mijakovce) е село в Югоизточна Сърбия, Пчински окръг, Град Враня, община Враня.

## География
Селото се намира в котловината Поляница, в западното подножие на връх Лисац. Отстои на 30 км северно от окръжния и общински център Враня, на 4,6 км североизточно от село Големо село, на север от село Крушева Глава, на югозапад от село Тумба и на югоизток от село Студена.

## История
По време на Първата световна война селото е във военновременните граници на Царство България, като административно е част от Вранска околия на Врански окръг.

## Население
Според преброяването на населението от 2011 г. селото има 22 жители.

### Етнически състав
Данните за етническия състав на населението са от преброяването през 2002 г.
- сърби – 37 жители (100%)